# William Stern

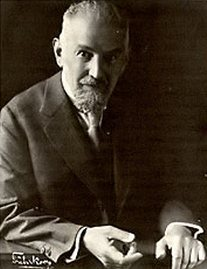
William Stern

William Stern (1871–1938) – niemiecki psycholog i filozof. Jeden z twórców personalizmu psychologicznego, psychologii różnic indywidualnych i psychologii rozwojowej. Pionier psychologii osobowości i badań nad inteligencją. Wprowadził pojęcie ilorazu inteligencji. Profesor Uniwersytetu Wrocławskiego i Uniwersytetu w Hamburgu.

## Życie prywatne
Jego żoną była psycholog Clara Stern (nazwisko panieńskie Joseephy), która była również współautorką kilku jego książek. Podobnie jak William, Clara miała pochodzenie żydowskie. Ich małżeństwo było prawdopodobnie postrzegane przez otoczenie jako mezalians, gdyż mąż miał niższy od żony status społeczny. Małżeństwo miało trójkę dzieci: dwie córki i syna. Przez 18 lat małżeństwo Sternów prowadziło szczegółowe zapiski dotyczące rozwoju trójki ich dzieci. Zgromadzone w ten sposób dane (zawierające łącznie 4834 stron) stały się podstawą rozwoju wielu opracowanych przez nich koncepcji psychologicznych. Ich synem był filozof Günther Anders.

## Kariera akademicka
Działalność naukowa Williama Sterna związana była z dwoma ośrodkami akademickimi. Pierwszym z nich był Breslau (dzisiejszy Wrocław), gdzie przebywał w latach 1897–1916, drugim zaś Hamburg. W tym ostatnim objął funkcję dyrektora katedry filozofii i psychologii w Kolonialinstitut für Verlesungswesen. Po dojściu nazistów do władzy Stern – ze względu na swoje żydowskie pochodzenie – doznał różnego rodzaju szykan. Został zwolniony z pracy, otrzymał zakaz przebywania na terenie uniwersytetu, a w ostateczności został zmuszony do opuszczenia kraju.

## Ważniejsze dzieła
- Allgemeine Psychologie auf personalistischer Grundlage (1935)
- Grundgedanken der personalistischen Philosophie (1918)
- Die Psychologie und der Personalismus (1917)
- Psychology of Early Childhood up to the Sixth Year (1914)(współautorka: Clara Stern)
- Memory, Statement and Lies in the First Childhood (1908)(współautorka: Clara Stern)
- The Children’s Language (1907)(współautorka: Clara Stern)